# سيزار كوينتيرو
سيزار كوينتيرو (بالإسبانية: César Quintero)‏ هو لاعب كرة قاعدة بنمي، ولد في 16 نوفمبر 1982.